# Garifuna (muziek)
De muziek en dans van de Garifuna (of de Black Caribs) uit Belize, Honduras en Nicaragua staan sinds 2001 vermeld op de Lijst van Meesterwerken van het Orale en Immateriële Erfgoed van de Mensheid. 
De Garifuna-muziek en -dans wijkt af van de andere muziek uit Midden-Amerika. De bekendste vorm is Punta. De dansers bewegen hun heupen van rechts naar links in cirkelvormige bewegingen. De muziek en dans worden uitgevoerd rond de feestdagen. Andere vormen zijn hungu-hungu, combinatie, wanaragua, abaimahani, matamuerte, laremuna wadaguman, gunjai, sambai, charikanari, eremuna EGI, paranda, berusu, Punta Rock, teremuna ligilisi, arumahani en Mali-amalihani.

## Instrumenten
De Garifuna-drums spelen een belangrijke rol in de Garifuna-muziek. Er worden hoofdzakelijk twee trommels gebruikt:
- De Primero (=eerste) (tenor)
- De Segunda (=tweede) (bas)

Ook worden daarnaast sisera gebruikt, die gemaakt zijn van de gedroogde vruchten van de reuzenpompoenboom (gevuld met zaden) met een hardhouten handgreep.